# Tom DeLay
Thomas Dale „Tom” DeLay (ur. 8 kwietnia 1947 w Laredo w Teksasie) – amerykański polityk, republikanin. Część swego dzieciństwa spędził w Wenezueli, gdzie jego ojciec był pracownikiem koncernu naftowego.

## Kariera polityczna
DeLay, radykalny konserwatysta, członkiem Izby Reprezentantów został wybrany w roku 1984 z okręgu wyborczego w rodzinnym stanie Teksas.
W roku 2002, po spektakularnym zwycięstwie republikanów nad demokratami, został przywódcą frakcji rządzącej partii w Izbie. Przedtem był od początku 1995 zastępcą lidera/rzecznikiem dyscyplinarnym większości (tzw. whipem, ang. „bicz”) i był jednym z najbliższych współpracowników spikera Izby Newta Gingricha.
DeLay, bliski współpracownik prezydenta George’a W. Busha, który zasłynął m.in. stwierdzeniem, że przemoc w szkołach bierze się z tego, że nauczyciele nauczają tam teorii Darwina, był sprawnym organizatorem maszyny republikańskiej, dzięki której ich prezydent odniósł tyle sukcesów w Kongresie.
To on był autorem projektu zmian okręgów wyborczych w Teksasie, tak aby wyeliminować okręgi reprezentowane przez demokratów. Był też menedżerem kampanii do władz stanowych w Teksasie, dzięki której po raz pierwszy republikanie uzyskali większość w legislaturze. Jakkolwiek krytykowany często przez oponentów politycznych z powodu swoich radykalnych poglądów, ogólnie uznawany był za znakomitego stratega i organizatora machiny partyjnej. Przeciwnicy nazywali go „młotem” (ang. the hammer, aluzja do skuteczności i siły politycznej).

### Załamanie się kariery
Karierze politycznej DeLaya mogą jednak położyć kres oskarżenia o korupcję i uleganie lobbystom. DeLay, któremu (jako że został już formalnie oskarżony przez teksańskiego prokuratora) grozi nawet dożywocie, został zmuszony do czasowego zrzeczenia się funkcji lidera większości w Izbie, a w styczniu 2006 zrezygnował z tej funkcji ostatecznie. Skandal wokół DeLaya pozostał nie bez wpływu na słabszy wynik Partii Republikańskiej w wyborach uzupełniających w 2005. Czasowo jego funkcję pełnił zastępca lidera Roy Blunt z Missouri, zanim nie wybrano Johna Boehnera z Ohio. W 2006 DeLay zrezygnował też z miejsca w Izbie.
Od 21 września 2009 do 6 października 2009 roku brał udział w programie Dancing with the Stars, 6 października wycofał się z programu, zajmując 13 miejsce (na 16 możliwych) jego partnerką była Cheryl Burke.

## Poglądy polityczne
- Zdecydowany przeciwnik prawa do przerwania ciąży
- Głosował za zakazem adopcji przez homoseksualistów w Waszyngtonie
- Głosował za uczynieniem Patriot Act stałym prawem
- Głosował za wprowadzeniem poprawki do Konstytucji, zakazującej palenia flagi amerykańskiej
- ACLU uznała jego stanowiska w głosowaniach za zwalczające prawa obywatelskie
- Stanowczo popiera stosowanie kary śmierci. Głosował m.in. przeciwko zastąpieniu jej przez dożywocie w prawie federalnym oraz za ograniczeniem liczby apelacji
- Głosował za zakazaniem użycia marihuany w celach medycznych
- LCV uznał jego stanowisko w głosowaniach za wrogie wobec środowiska naturalnego
- Sprzeciwia się ograniczeniu prawa do posiadania broni palnej
- Opowiada się za stosowaniem kar kryminalnych wobec spamerów